# Rahal de Nahamén
El Rahal de Nahamén (o Nahamení) era una antigua propiedad rural situada en el Valle de Jalón, en la comarca de la Marina Alta, provincia de Alicante.
Con los datos históricos de que en estos momentos se dispone, resulta del todo imposible fijar la localización exacta del Rahal de Nahamén dentro del territorio del Valle de Jalón; sin embargo, es muy probable que se encontrase situado cerca del río Gorgos, porque estas fincas de gente acomodada solían ocupar las tierras más fértiles de las riberas fluviales. Por la misma razón tampoco se puede saber nada de su extensión ni si estaba amurallado o no.

## Rahales o fincas
Los rahales de los musulmanes eran fincas particulares de cultivo o de esparcimiento, o con las dos funciones al mismo tiempo. El propietario de un rahal solía ser un personaje ilustre o un alto funcionario civil o militar. De este Nahamén no se tiene ninguna otra referencia biográfica, salvo su titularidad dominical sobre el rahal. Y es, precisamente, la condición de terrateniente la que hace pensar que el mencionado Nahamén sería miembro de la clase social alta. Esta consideración, unida al hecho de que en el Valle de Jalón solo hay dos rahales -este y el de Saneig- frente a la abundancia de alquerías, obliga a suponer que el rahal constituiría un tipo de propiedad de acceso restricto.

## Alquerías y rahal
En la época musulmana, rahal y alquería no eran palabras sinónimas: un rahal designaba una explotación agraria de un único propietario, mientras que una alquería era una aldea, habitada generalmente por campestres que tenían vínculos de parentesco por proceder de un antepasado común, el nombre del que solía perpetuarse en la toponimia como segundo elemento de palabras compuestas con "Beni-". (Beni+Alí<Benialí; Beni+Badr<Benibéder; Beni+Ibrahim<Benibrahim<Benibrai; Beni+Mussa<Benimussa; Beni+Omar<Beniomar, etc.).
- Datos: Q11701879